# Sven-Göran Eriksson
Sven-Göran Eriksson ( [svɛnˈjœːran ˈeːrɪksɔn] (?·pàg.)) (Sunne, 5 de febrer de 1948 - Ídem, 26 d'agost de 2024), fou un futbolista i entrenador de futbol suec.

## Trajectòria
Com a futbolista, va jugar a divisions menors del futbol suec. El 1975 es va retirar al patir una greu lesió al genoll. En retirar-se va rebre una oferta per ser l'entrenador assistent de Tord Grip al Degerfors IF, de la tercera divisió sueca, esdevenint primer entrenador a la temporada següent i aconseguint l'ascens a la segona divisió el 1978.
El seu èxit va fer que pogués fitxar per un equip de major categoria, arribant el 1979 a un gran del futbol suec, el IFK Göteborg. Amb el Göteborg aconseguí durant la primera temporada la Copa de Suècia, mai aconseguida fins aleshores per l'entitat sueca. El 1982 aconseguí el triplet, guanyant copa, lliga i Copa de la UEFA, al vèncer el Hamburger SV per 4-0 a la final.
El seu triomf internacional va fer que grans clubs europeus s'interessessin per ell, recalant al SL Benfica, on també triomfà ràpidament aconseguint el seu primer any la lliga i la copa portuguesa i aconseguint subcampió de la Copa de la UEFA. A la segona temporada tornà a guanyar la lliga.
A l'any següent marxà a l'AS Roma, on guanyà una Copa d'Itàlia el 1986 i entrenà dues temporades l'ACF Fiorentina, on no aconseguí més títols i tornà al Benfica.
En aconseguir un subcampionat de la Lliga de Campions amb el conjunt portuguès, fitxà per la UC Sampdoria, on guanyà una altra copa italiana el 1994. El 1997 inicià la seva etapa al SS Lazio, on guanyà la darrera Recopa d'Europa, la copa i la supercopa italiana i l'Scudetto.
L'any 2001 esdevé seleccionador d'Anglaterra, abandonant el càrrec en finalitzar el Mundial de 2006.
El juliol de 2007 s'oficialitza la seva incorporació al Manchester City FC, on només entrenà una temporada, classificant l'equip per a la Copa de la UEFA com a premi pel seu joc net.
El 3 de juny del 2008 va ser nomenat director tècnic de la selecció mexicana, sent destituït el 2 d'abril de 2009 pels seus mals resultats a les eliminatòries pel Mundial de 2010.
Durant la temporada 2009-2010 va ser director esportiu del Notts County Football Club de la Football League Two anglesa, encara que rescindí el seu contracte l'11 de febrer de 2010 per les dificultats econòmiques per les que passava el club.
El 28 de març de 2010 va ser designat seleccionador de Costa d'Ivori per a disputar la Copa del Món de Sud-àfrica.